# Luis Calpena y Ávila
Luis Calpena y Ávila (Biar, 25 de julio de 1860 - Madrid, 6 de enero de 1921) fue un eclesiástico e historiador, miembro de la Real Academia de la Historia y de la Academia de Bellas Artes de San Fernando.

## Vida
Nacido en Biar (Alicante) en 1860, tuvo una importante carrera como eclesiástico predicador. Llegó a ser magistral y capellán de honor de la Real Capilla de Madrid. Fue nombrado miembro de la Academia de Bellas Artes de San Fernando y, en 1918, de la Real Academia de la Historia. Asimismo, fundó el Colegio de Estudios Superiores de Novelda.

## Obra
Calpena y Ávila fue uno de los predicadores más conocidos de su época. La mayoría de sus discursos y sermones contienen referencias históricas sobre cuestiones patrióticas o de apología religiosa. Fueron especialmente conocidos los discursos en torno a las solemnidades nacionales: Oración del Dos de Mayo, Elogio fúnebre de León XIII, Discurso del Centenario de la Guerra de la Independencia y Oratoria fúnebre de las víctimas de Melilla. Asimismo, escribió sobre música religiosa. Entre sus obras publicadas se cuentan:
- Conferencias y sermones (1900)
- Sermones de Semana Santa (1902)
- Jesucristo rey (1902)
- Anuario de Predicación Parroquial (1904)
- El libro La luz de la fe en el siglo XX (1912-1917)
- Los Concilios de Toledo en la constitución de la Nacionalidad española (1918)